# Hans Wiedenmann
Hans Wiedenmann (geboren 5. September 1883 in Nähermemmingen; gestorben 29. Oktober 1932) war ein deutscher Jurist, Volkswirtschaftler, Archivar und Direktor des Stadtarchivs Augsburg.

## Leben
Wiedenmann studierte an der Universität Erlangen, an der er mitten im Ersten Weltkrieg 1916 seine philosophische Dissertation ablegte zum Thema Das Augsburger Fischerhandwerk in der Zeit von 1276 bis 1806.
Parallel zu seinen Studien hatte Wiedenmann eine archivalische Ausbildung im Hausarchiv des Fürstlich Oettingen-Wallerstein'schen Hausarchivs durchlaufen. Noch zur Kaiserzeit wurde er 1913, als Student zunächst nur als „Adjunkt“, Mitarbeiter des Augsburger Stadtarchivs, dessen Leitung er nach dem Ersten Weltkrieg im Jahr 1919 als Direktor übernahm.
Zu den archivalischen Aufgaben Wiedenmanns zählten unter anderem die Einrichtung sowie die Betreuung der städtischen Augsburger Gemäldegalerie.
Noch vor seinem frühen Tod im Alter von knapp 49 Jahren hatte Wiedenmann die Schriftleitung des von Walter Gerlach 1930 herausgegebenen Nachschlagewerks Das Buch der alten Firmen der Stadt und des Industriebezirkes Augsburg übernommen.